# Neochmia
Neochmia este un gen de cinteze din familia Estrildidae, care se găsesc în Australasia. Sunt păsări mici, gregare, mâncătoare de semințe, cu cioc scurt, gros, dar ascuțit.

## Specii
Genul are două specii:
| Imagine | Denumire științifică | Nume comun                 | Distribuție                                          |
| ------- | -------------------- | -------------------------- | ---------------------------------------------------- |
|         | Neochmia temporalis  | Cinteză cu sprâncene roșii | Queensland de nord și sud-estul Australiei           |
|         | Neochmia temporalis  | Cinteză roșie              | Australia de Nord, cu unele reședințe în Noua Guinee |